# Kareem Orr
Kareem Orr (Chattanooga, 2 gennaio 1997) è un giocatore di football americano statunitense che milita nel ruolo di cornerback per i Los Angeles Rams della National Football League (NFL).

## Carriera

### Tennessee Titans
Orr firmò con i Tennessee Titans dopo non essere stato scelto nel Draft NFL 2019. Fu svincolato il 31 agosto 2019 e rifimò con la squadra di allenamento il giorno successivo. Fu promosso nel roster attivo il 26 ottobre 2019 ma due giorni dopo fu svincolato e rifirmò con la squadra di allenamento. Fu nuovamente promosso nel roster attivo il 26 novembre 2019. Fu svincolato il 14 dicembre 2019 e rifirmò con la squadra di allenamento.  Il 6 maggio 2021 fu svincolato definitivamente dai Titans.

### Los Angeles Rams
Il 26 maggio 2021, Orr firmò con i Los Angeles Rams. Fu svincolato il 31 agosto 2021 e rifirmò con la squadra di allenamento il giorno successivo. A fine stagione vinse da inattivo il Super Bowl LVI dove i Rams sconfissero i Cincinnati Bengals.
Il 15 febbraio 2022 Orr firmò un nuovo contratto con i Rams.

## Palmarès
- Super Bowl : 1

Los Angeles Rams: LVI
- National Football Conference Championship: 1

Los Angeles Rams: 2021